# Leptoomidae
Die Leptoomidae bilden eine fossile Hautflüglerfamilie innerhalb der Überfamilie der Erzwespen (Chalcidoidea). Die Funde werden dem Eozän zugeordnet.

## Taxonomie
Die Familie wurde von den Entomologen Gary A. P. Gibson und Lucian Fusu 2023 eingeführt. Dabei wurde die Gattung Leptoomus aus den Tanaostigmatidae ausgegliedert und als Typusgattung der neuen Familie festgelegt. Die Gattung Neanaperiallus wurde aus den Neanastatinae, eine Unterfamilie der Eupelmidae, herausgelöst und bildet eine weitere Gattung der Leptoomidae.

## Merkmale
Die bisher gefundenen Exemplare weisen Längen zwischen 2,4 und 3,3 mm auf.
Gibson & Fusu (2023) beschreiben die Familie Leptoomidae anhand folgender morphologischer Eigenschaften:
Das Acropleuron ist stark vergrößert. Der Präpectus ist vorne abgerundet bis abgewinkelt und reicht bis zum posterolateralen Rand des Pronotums oder leicht darüber hinaus, wobei der dorsale Präpektalrand die Basis der Tegula deutlich vor dem hinteren Rand schneidet und mit dem Hinterrand des Präpectus einen fast rechten Winkel bildet. Der Hinterrand des Präpectus wird entlang dem Vorderrand des Acropleurons abgeschnitten.

## Innere Systematik
Die Leptoomidae umfassen folgende Gattungen und Arten (Stand 2023):
- Leptoomus† Gibson, 2008
  - L. janzeni† Gibson, 2008 – in baltischem und Rovno-Bernstein[3][4]
- Neanaperiallus† Gibson, 2009
  - Neanaperiallus defunctus† Fusu, 2023 – in baltischem Bernstein[5]
  - Neanaperiallus masneri† Gibson, 2009 – in baltischem Bernstein[6]